# الحفر (حمص)
الحفر قرية في ناحية صدد التابعة لمنطقة حمص في محافظة حمص في سورية. تقع شرق الطريق السريع بين حمص ودمشق.